# ダル・アル・クティ

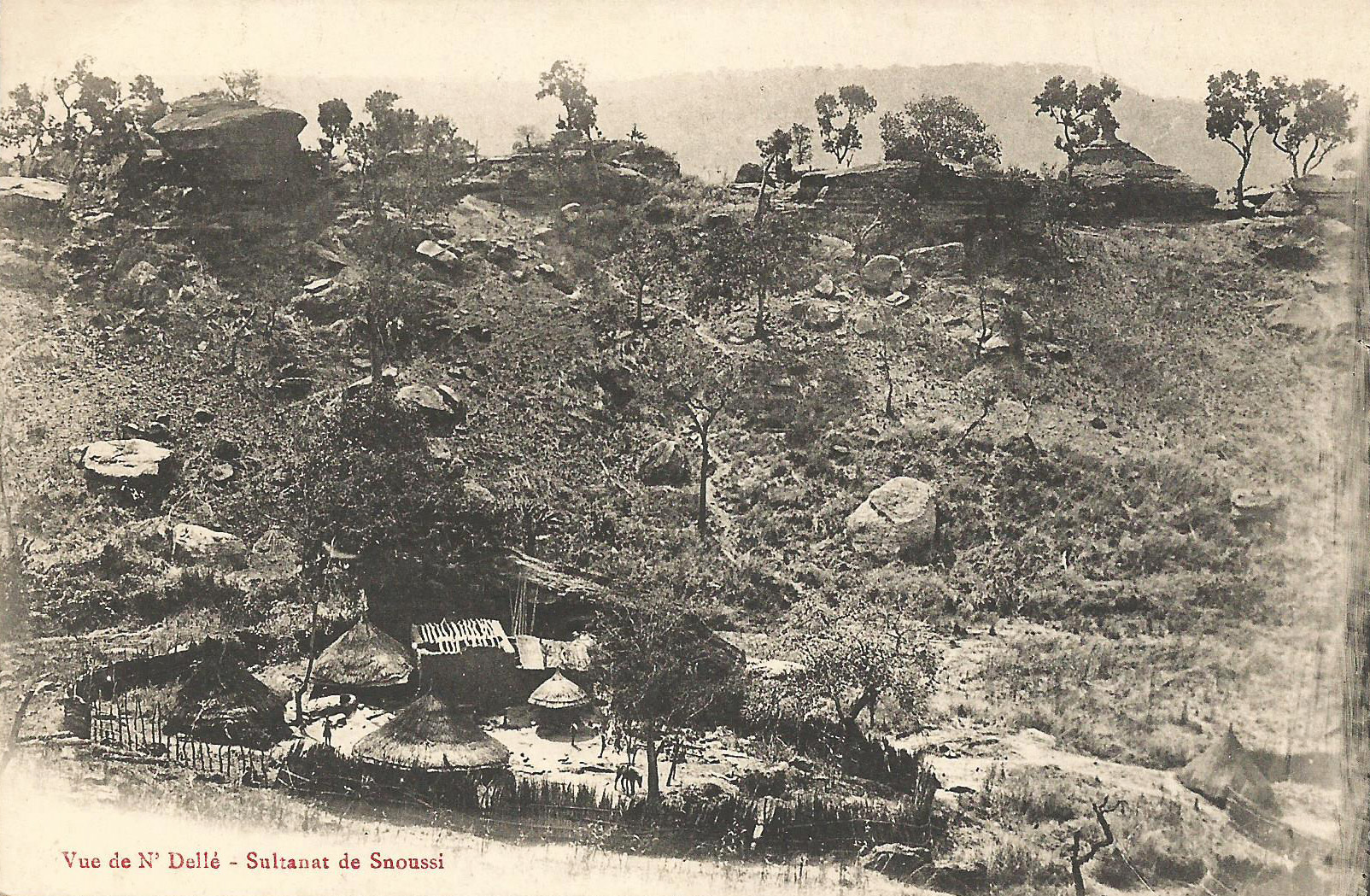
ダル・アル・クティの集落

ダル・アル・クティ(Dar_al_Kuti、ダル・アル・クリとも）は現在の中央アフリカ共和国の中央部と北西部に1830年頃から1912年12月17日まで存在したイスラム国家である。
1800年頃からチャド湖周辺の地域に位置するワダイの南西部に伸びる辺境地域はダル・アル・クティと呼ばれるようになった。「ダル」はアラビア語で住居を意味し、「クティ」は現地語で森や密林のことを言う。

## 歴史

### 起源とジュグルトゥムの支配 (1830年頃から1870年頃まで)

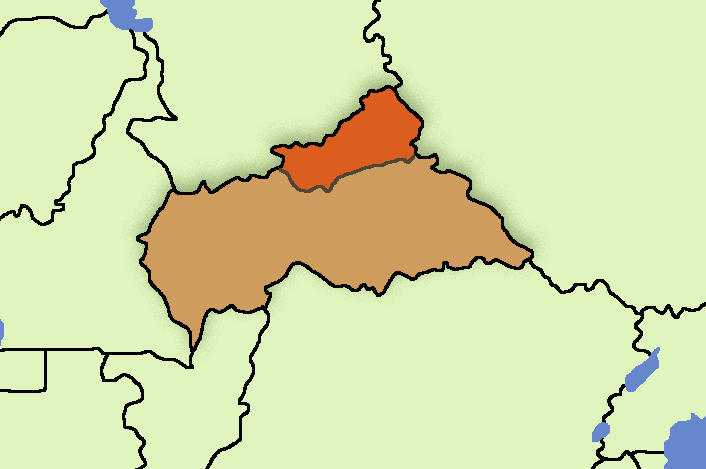
現代の中央アフリカ共和国の中にある、1896年のダル・アル・クティの推定された領土(橙色)

ワダイとその西隣に位置するスルタン国、バギルミ (1522年〜1897年)は奴隷狩りの遠征隊を南部チャドのナイル系民族であるサラ人 の暮らす地域へと送っていた。
19世紀初頭にはこのような奴隷狩り遠征は今日の中央アフリカ共和国にまで及んでいた。 この頃、バギルミはムバン(バギルミの支配者)であるブルゴマンダの統治下にあり、彼にはアブド・エル・カデールとジュグルトゥムの二人の息子がいた。アブド・エル・カデールが1826年にスルタンになると、彼は弟のジュグルトゥムを権力の座から遠ざけてしまおうと試みて、ジュグルトゥムはワダイに逃れた:65
ワダイの「カラク」 (スルタン)はジュグルトゥムを属国のスルタン国であるダル・ルンガに送った。ダル・ルンガはアズム川とアウク川の間に位置する軍事的な境界地域でもあった。ジュグルトゥムはダル・ルンガのスルタンであるボケルの娘、ファトメと結婚した。1830年にさらに南方の辺境地域、ビラード・アル・クティ（アウク川の南に位置する奴隷狩り地帯）に定住した。 ビラード・アル・クティ（ダル・アル・クティ）はダル・ルンガの属国となり、ダル・ルンガはワダイの属国の地位に留まった:65
アウク川の支流、ディアンガラ川沿いのチャはダル・アル・クティの首都となり、ジュグルトゥムはワダイ帝国によってダル・アル・クティの知事として任命された。ジュグルトゥムの治世(1830-1870) の時期は不正確ではあるものの、ジュグルトゥムはダル・アル・クティの最初の支配者であった。ダル・アル・クティの領土には重要な集落のみで14の村があり、東西へ二日で横断することができた。これはダル・アル・クティが非常に小さな国であったことを意味している

### コブルの支配 (1870-1890)
1860年代後期から1870年代前期まで、尊敬されていた商人であり、 ファキーフでもあったコブルがダル・アル・クティの支配者となった。 (いくつかの情報源に基づくと、ジュグルトゥムの息子とされた). コブルの富と権力は恐らく、象牙の貿易によって得られたものであった。彼が支配者であった間、ワダイ帝国の騎兵がダル・アル・クティに現れ、コブルの支配地域に隣接するンドゥカやバンダから奴隷や貢物を徴収した。コブルは北方に広がる広大なイスラム圏とも、非イスラム教徒である隣人のンドゥカとも良い関係を保つように気を配っていた。ダル・アル・クティは限定的に奴隷貿易に参画したが、コブルの時代には大規模な奴隷貿易は行われなかった
ダル・アル・クティにとって最大の脅威となったのは、現在の中央アフリカ共和国の中央部と北東部で活動し、多くのバンダ人を捕らえていたスーダン人の司令官でもあり、奴隷商人でもあったラビーフ・アッ＝ズバイルであった。1874年にラビーフの部下がコブル治める首都のチャを占領し、翌年にはダル・アル・クティはバンダ人から国土の反対側の側面を攻撃された。1880年、ラビーフはバンダ人を攻撃するため、ダル・アル・クティの国土を自由に通行させてもらう見返りに、ダル・アル・クティへの攻撃を停止することに同意した:112

### ムハンマド・アル＝サヌーシーの統治(1890-1911)

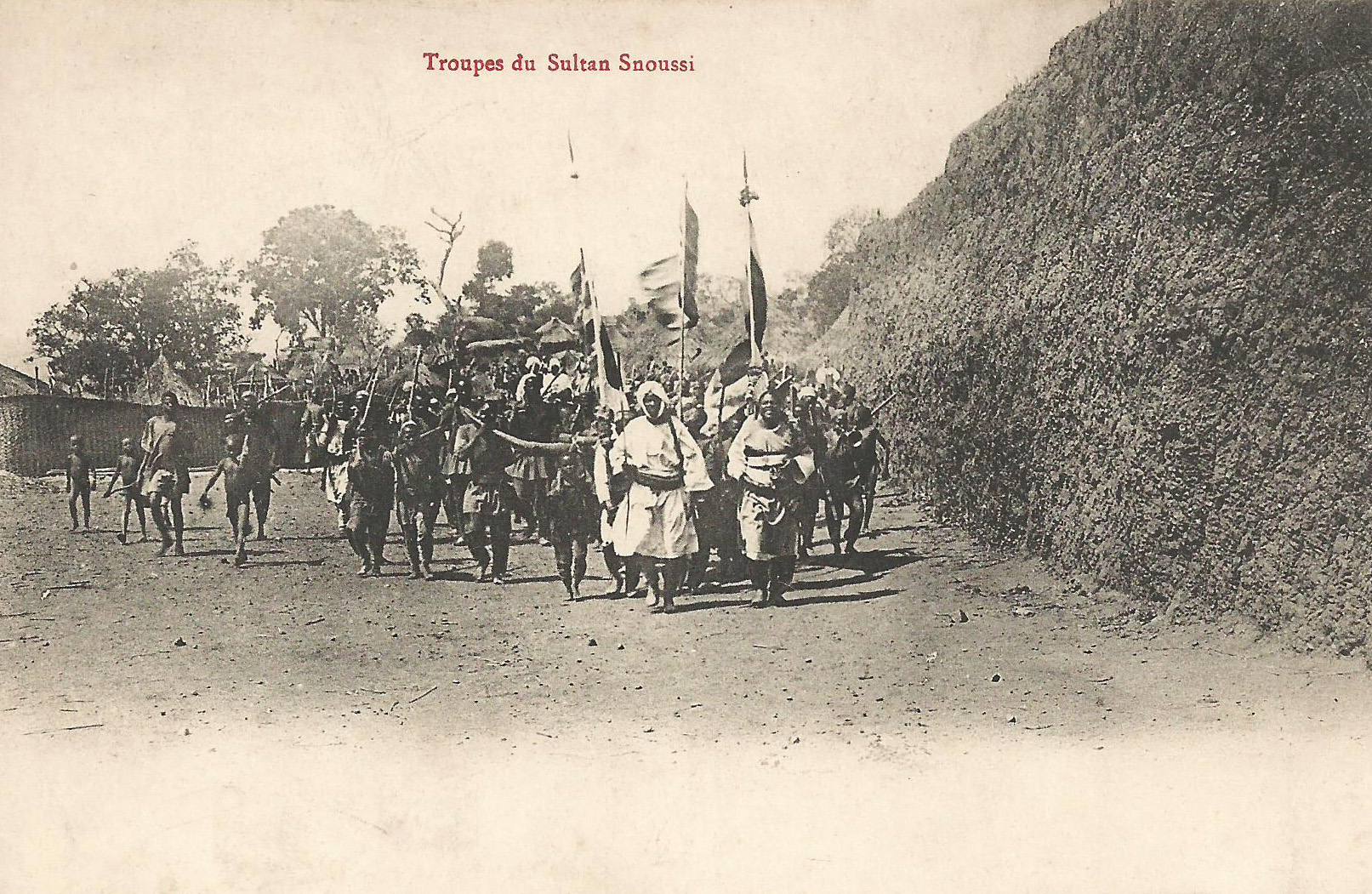
ンデレのタタ要塞の側に兵を結集させるムハンマド・アル＝サヌーシー

1890年、ラビーフはより従順な寵臣を求め、コブルを退位させ、コブルの甥であるムハンマド・アル＝サヌシーをダル・アル・クティとダル・ルンガ両方のシェイクに据えた :112  アル＝サヌーシーは1850年にワダイで生まれ、サヌーシー教団の一員であった。. 彼の娘ハディージャはラビーフの息子、ファドラッラーと結婚した その後の数年間、ラビーフはサヌーシーの権限を強化し、拡大させ続けた。 コブルからのサヌーシーの支配に対する潜在的脅威は和らげられて、ダル・アル・クティの影響圏は現在の中央アフリカ共和国の多くを含むように拡大した。 
ダル・アル・クティは1890年以前はワダイ帝国の属国だったが、以前の支配者たるワダイ帝国はラビーフがダル・アル・クティの支配圏を掌握することを抵抗なしには受け入れなかった。1894年10月、 ワダイ帝国の「アギド」、チェルフェッディーンは首都であるチャを破壊し、サヌーシーはンデレに新たな城砦都市、タタを建設するまで二年間巡行王権による支配を維持することを余儀なくされた。
1890年代になると、ダル・アル・クティはフランスからの圧力を受け始めた。様々な探検家がアフリカのこの地域に進出し、ウバンギ川とシャリ川の流域を結ぶルートを探した。レオン・ド・プマイラックやアルフレッド・フルノーなどで、その多くはダル・アル・クティに近い地域に到達し、1891年にはポール・クランペルが探検隊の仲間とともにサヌーシーに殺された。 
1897年8月28日、 サヌーシーはモハメッド・アル＝サヌーシー自身とエミール・ジャンティルが署名した通商・同盟条約によってダル・アル・クティをフランスの保護領とすることに同意した。この条約は1903年2月18日と1908年1月26日の2度にわたって改定されたが、ダル・アル・クティは1911年1月12日にサヌーシーが亡くなるまでその独立性を維持した。サヌーシーは少なくとも王位に就いたカムンとカンガヤの二人の息子とファドラッラーと結婚した娘ハディージャを残した。

### フランスによる併合
フランスはダル・アル・クティを直接統治下に置く時がきたと判断した。カムンは ワンダ・ジャレに逃亡し、1912年12月17日にワンダ・ジャレがスリエ大尉によって陥落し、カムンがスーダンに亡命するまでフランス軍へと抵抗を続けた。 
ダル・アル・クティはフランス領ウバンギ・シャリに吸収された後、行政区画とされ、1937年から1946年の間には県となった。 1946年以来、この地域はンデレ自治区（1946-1961）、ンデレ自治県（1961-1964）、1964年以降はバミンギ・バンゴラン州として知られている